# Campionato europeo di automobilismo 1932

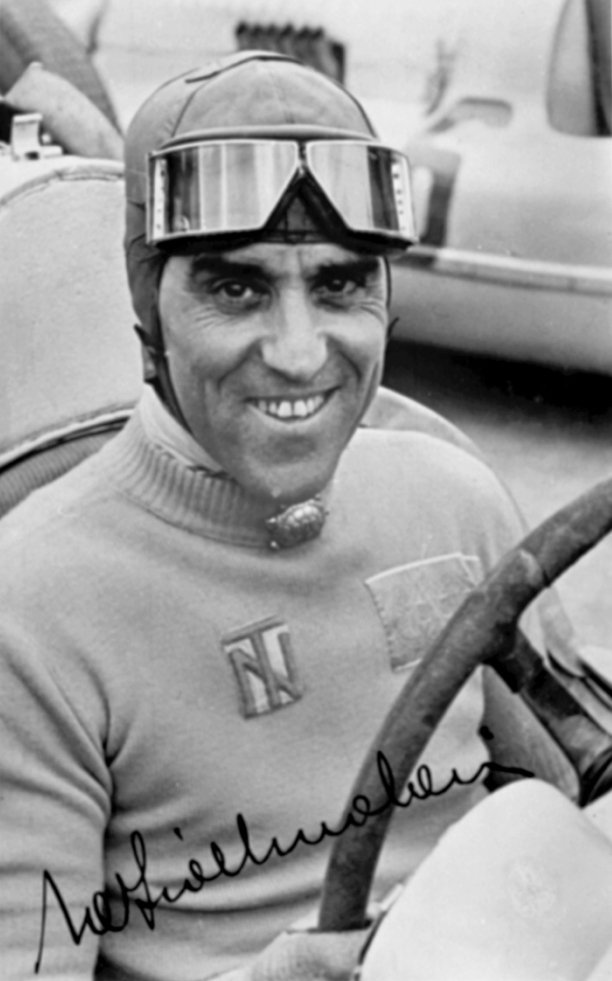
Tazio Nuvolari vince il suo unico titolo piloti.

Il Campionato europeo di automobilismo 1932 è stata la II edizione del Campionato europeo di automobilismo, ad aggiudicarselo fu Tazio Nuvolari che vinse due delle tre gare in calendario.
Le prove in calendario inizialmente previste furono 5, ma due di esse (Belgio e Spagna) non furono disputate, così rimasero 3 le corse valide per il Campionato: il Gran Premio d'Italia, il Gran Premio di Francia e il Gran Premio di Germania. La modifica più importante del regolamento fu quella del termine di durata delle singole gare, col passaggio da un minimo di dieci a un nuovo minimo di cinque ore, consentendo in tal modo la partecipazione anche ai singoli piloti. Tuttavia, il Gran Premio di Germania fu infine organizzato sulla distanza di 25 giri: nelle intenzioni degli organizzatori c'era la volontà di legare la gara a una distanza e non a una durata (cercando di sforare comunque le cinque ore - cosa che non si verificò) evitando però il caos verificatosi nel precedente Gran Premio di Francia.

## Calendario gran premi
| Pos. | Nazione                 | Circuito    | Data      | Vincitore         | Scuderia   | Resoconto |
| ---- | ----------------------- | ----------- | --------- | ----------------- | ---------- | --------- |
| 1    | Gran Premio d'Italia    | Monza       | 5 giugno  | Tazio Nuvolari    | Alfa Romeo | Resoconto |
| 2    | Gran Premio di Francia  | Reims-Gueux | 3 luglio  | Tazio Nuvolari    | Alfa Romeo | Resoconto |
| 3    | Gran Premio di Germania | Nürburgring | 17 luglio | Rudolf Caracciola | Alfa Romeo | Resoconto |

### Gran premi fuori campionato
Le Grandes Épreuves sono evidenziate in giallo.
|   | Nome                            | Circuito        | Data         | Vincitore               | Costruttore   |
| - | ------------------------------- | --------------- | ------------ | ----------------------- | ------------- |
|   | Gran Premio invernale di Svezia | Rämen           | 29 febbraio  | Olle Bennström          | Ford          |
|   | Gran Premio d'Australia         | Phillip Island  | 14 marzo     | Bill Thompson           | Bugatti       |
|   | Gran Premio de Pasqua           | Sitges-Terramar | 27 marzo     | Andrés de Vizcaya       | Bugatti       |
| A | Gran Premio di Tunisi           | Cartagine       | 3 aprile     | Achille Varzi           | Bugatti       |
| B | Gran Premio di Monaco           | Monaco          | 17 aprile    | Tazio Nuvolari          | Alfa Romeo    |
| C | Gran Premio di Roma             | Littorio        | 24 aprile    | Luigi Fagioli           | Maserati      |
|   | Oran Grand Prix                 | Arcone          | 24 aprile    | Jean-Pierre Wimille     | Bugatti       |
|   | Coppa dell'Impero Britannico    | Brooklands      | 30 aprile    | John Rhodes Cobb        | Delage        |
| D | Targa Florio                    | Madonie         | 8 maggio     | Tazio Nuvolari          | Alfa Romeo    |
|   | Gran Premio di Finlandia        | Eläintarharata  | 8 maggio     | Per-Viktor Widengren    | Mercedes-Benz |
|   | Gran Premio delle Frontiere     | Chimay          | 15 maggio    | Arthur Legat            | Bugatti       |
|   | Provence Trophy                 | Nîmes           | 16 maggio    | Stanislas Czaykowski    | Bugatti       |
|   | Nîmes Grand Prix                | Nîmes           | 16 maggio    | Benoît Falchetto        | Bugatti       |
| E | Avusrennen                      | AVUS            | 22 maggio    | Manfred von Brauchitsch | Mercedes-Benz |
| F | Casablanca Grand Prix           | Casablanca      | 22 maggio    | Marcel Lehoux           | Bugatti       |
| G | Eifelrennen                     | Nürburgring     | 29 maggio    | Rudolf Caracciola       | Alfa Romeo    |
|   | Torvilliers Circuit             | Troyes          | 29 maggio    | Robert Gauthier         | Bugatti       |
|   | Picardy Grand Prix              | Péronne         | 5 giugno     | Philippe Étancelin      | Alfa Romeo    |
|   | Gran Premio di Leopoli          | Leopoli         | 19 giugno    | Rudolf Caracciola       | Alfa Romeo    |
|   | Lorraine Grand Prix             | Nancy           | 26 giugno    | Jean-Pierre Wimille     | Alfa Romeo    |
|   | Dieppe Grand Prix               | Dieppe          | 24 giugno    | Louis Chiron            | Bugatti       |
|   | Nice Circuit Race               | Nizza           | 31 luglio    | Louis Chiron            | Bugatti       |
| H | Coppa Ciano                     | Montenero       | 31 luglio    | Tazio Nuvolari          | Alfa Romeo    |
| J | Coppa Acerbo                    | Pescara         | 14 agosto    | Tazio Nuvolari          | Alfa Romeo    |
|   | Grand Prix du Comminges         | Saint-Gaudens   | 14 agosto    | Goffredo Zehender       | Alfa Romeo    |
|   | La Baule Grand Prix             | La Baule        | 17 agosto    | William Grover-Williams | Bugatti       |
| K | Masaryk Grand Prix              | Brno            | 4 settembre  | Louis Chiron            | Bugatti       |
|   | Mountain Championship           | Brooklands      | 10 settembre | Malcolm Campbell        | Sunbeam       |
| L | Monza Grand Prix                | Monza           | 11 settembre | Rudolf Caracciola       | Alfa Romeo    |
|   | Antibes Grand Prix              | Garoupe         | 11 settembre | Benoît Falchetto        | Bugatti       |
| M | Marseille Grand Prix            | Miramas         | 25 settembre | Raymond Sommer          | Alfa Romeo    |
|   | Munkkiniemenajo                 | Helsinki        | 25 settembre | Per-Viktor Widengren    | Alfa Romeo    |
|   | Grand Prix de l’UMF             | Montlhéry       | 9 ottobre    | Dr Pierre Félix         | Alfa Romeo    |

## Scuderie e piloti

### Tabella riassuntiva
Queste tabelle intendono solo coprire le voci nelle gare principali, utilizzando la chiave sopra. Include tutti i partenti nelle gare di Campionato.
| Scuderia                      | Costruttore           | Vettura                                   | Motore             | Pilota                      | Gare                                               |
| ----------------------------- | --------------------- | ----------------------------------------- | ------------------ | --------------------------- | -------------------------------------------------- |
| Automobiles Ettore Bugatti    | Bugatti               | Tipo 51 Tipo 54                           | Bugatti            | Achille Varzi               | 1, 2, [3]; A♠, B, C♠, D, [E], [F], H♠, J, K, L, M♠ |
| Automobiles Ettore Bugatti    | Bugatti               | Tipo 51 Tipo 54                           | Bugatti            | Louis Chiron                | 1, 2, 3; A♠, B♠, D, [E], [F], G, J, K, L, M♠       |
| Automobiles Ettore Bugatti    | Bugatti               | Tipo 51 Tipo 54                           | Bugatti            | Albert Divo                 | 1, 2, [3]; B, E, K                                 |
| Automobiles Ettore Bugatti    | Bugatti               | Tipo 51 Tipo 54                           | Bugatti            | Guy Bouriat                 | 1*, [3]; B, E, K, [L♠], [M♠]                       |
| Alfa Corse                    | Alfa Romeo            | Tipo B 8C-2300                            | Alfa Romeo         | Tazio Nuvolari              | 1, 2, 3; B, [E], H, L, M                           |
| Alfa Corse                    | Alfa Romeo            | Tipo B 8C-2300                            | Alfa Romeo         | Baconino Borzacchini        | 1, 2, 3; B, H, J, L                                |
| Alfa Corse                    | Alfa Romeo            | Tipo B 8C-2300                            | Alfa Romeo         | Rudolf Caracciola           | 1, 2, 3; B♠, E♠, G♠, J, L                          |
| Alfa Corse                    | Alfa Romeo            | Tipo B 8C-2300                            | Alfa Romeo         | Giuseppe Campari            | 1, 2*, [3]; B, H, [J], L                           |
| Alfa Corse                    | Alfa Romeo            | Tipo B 8C-2300                            | Alfa Romeo         | Attilio Marinoni            | 1*                                                 |
| Officine Alfieri Maserati SpA | Maserati              | Tipo V5 8C-3000 8C-2800 Tipo 26M Tipo 4CM | Maserati           | Ernesto Maserati            | 1*, 3v; [D], [E], J*, Kv, L*                       |
| Officine Alfieri Maserati SpA | Maserati              | Tipo V5 8C-3000 8C-2800 Tipo 26M Tipo 4CM | Maserati           | Luigi Fagioli               | 1; A, B, C, D, E, J, K, L, M                       |
| Officine Alfieri Maserati SpA | Maserati              | Tipo V5 8C-3000 8C-2800 Tipo 26M Tipo 4CM | Maserati           | Amedeo Ruggeri              | 1, 3; 3v*; B, [C], D, J, L, M, †                   |
| Officine Alfieri Maserati SpA | Maserati              | Tipo V5 8C-3000 8C-2800 Tipo 26M Tipo 4CM | Maserati           | René Dreyfus                | A, B, C, E, G♠, [K]                                |
| Officine Alfieri Maserati SpA | Maserati              | Tipo V5 8C-3000 8C-2800 Tipo 26M Tipo 4CM | Maserati           | Giovanni Minozzi            | C♠, L                                              |
| Scuderia Ferrari              | Alfa Romeo            | 8C-2300 6C-1750 GS                        | Alfa Romeo         | Eugenio Siena               | 1; A, [K]                                          |
| Scuderia Ferrari              | Alfa Romeo            | 8C-2300 6C-1750 GS                        | Alfa Romeo         | Pietro Ghersi               | 1; D, H, J                                         |
| Scuderia Ferrari              | Alfa Romeo            | 8C-2300 6C-1750 GS                        | Alfa Romeo         | Marchese Antonio Brivio     | 1*; D, H, J, K, L                                  |
| Scuderia Ferrari              | Alfa Romeo            | 8C-2300 6C-1750 GS                        | Alfa Romeo         | Piero Taruffi               | C, H, J, L                                         |
| Scuderia Ferrari              | Alfa Romeo            | 8C-2300 6C-1750 GS                        | Alfa Romeo         | Franco Comotti              | C                                                  |
| Scuderia Ferrari              | Alfa Romeo            | 8C-2300 6C-1750 GS                        | Alfa Romeo         | Tazio Nuvolari              | D, J, K                                            |
| Scuderia Ferrari              | Alfa Romeo            | 8C-2300 6C-1750 GS                        | Alfa Romeo         | Baconino Borzacchini        | D, K                                               |
| Scuderia Ferrari              | Alfa Romeo            | 8C-2300 6C-1750 GS                        | Alfa Romeo         | Marquis Guido D'Ippolito    | D, H                                               |
| Deutsches Bugatti Team        | Bugatti               | Tipo 54 Tipo 51 Tipo 35C Tipo 51A         | Bugatti            | Heinrich-Joachim von Morgen | A, C, E, G†                                        |
| Deutsches Bugatti Team        | Bugatti               | Tipo 54 Tipo 51 Tipo 35C Tipo 51A         | Bugatti            | Hermann, Prinz zu Leiningen | E, G                                               |
| Deutsches Bugatti Team        | Bugatti               | Tipo 54 Tipo 51 Tipo 35C Tipo 51A         | Bugatti            | Ernst-Günther Burggaller    | 3v; [G], Kv♠                                       |
| Pilesi Racing Team            | Bugatti DKW           | Tipo 35B Tipo 51 Tipo 37A 520             | Bugatti DKW        | Paul Pietsch                | 3                                                  |
| Pilesi Racing Team            | Bugatti DKW           | Tipo 35B Tipo 51 Tipo 37A 520             | Bugatti DKW        | Hans Lewy                   | 3; E, [G]                                          |
| Pilesi Racing Team            | Bugatti DKW           | Tipo 35B Tipo 51 Tipo 37A 520             | Bugatti DKW        | Hans Simons                 | 3v; Ev♠, Gv, Kv                                    |
| Marcel Lehoux                 | Bugatti               | Tipo 54 Tipo 51                           | Bugatti            | Marcel Lehoux               | 1, 2, 3; A, B, F, K, L, M                          |
| René Dreyfus                  | Bugatti               | Tipo 51                                   | Bugatti            | René Dreyfus                | 1, 2, 3; G, M                                      |
| Jean-Pierre Wimille           | Bugatti Alfa Romeo    | Tipo 54 Tipo 51 Tipo 37 8C-2300           | Bugatti Alfa Romeo | Jean-Pierre Wimille         | [1], 2; A, F, [M]                                  |
| Luigi Castelbarco             | Maserati Bugatti      | Tipo 26M Tipo 39A                         | Maserati Bugatti   | Conte Luigi Castelbarco     | 1; A, C, H                                         |
| Clemente Biondetti            | Bugatti               | MB Spéciale                               | Maserati           | Clemente Biondetti          | [1]; A, C, D, H, J, L                              |
| Luigi Premoli                 | Maserati Bugatti      | Tipo 26M BMP Speziale                     | Maserati           | Conte Luigi Premoli         | 1; H                                               |
| Hans Stuck                    | Mercedes-Benz         | SSKL                                      | Mercedes-Benz      | Hans Stuck                  | [1], [3]; E, G                                     |
| Earl Howe                     | Bugatti Delage        | Tipo 54 Tipo 51 15 S8                     | Bugatti Delage     | Earl Howe                   | 2, 3v; B, Ev, J, L                                 |
| Hugh Hamilton                 | Bugatti MG            | Tipo 54 Midget Type C                     | Bugatti MG         | Hugh Hamilton               | 2*, 3v                                             |
| Philippe Étancelin            | Alfa Romeo            | 8C 2300                                   | Alfa Romeo         | Philippe Étancelin          | 2; A, B, F                                         |
| Jean Gaupillat                | Bugatti               | Tipo 51                                   | Bugatti            | Jean Gaupillat              | 2; [A], F, M                                       |
| Goffredo Zehender             | Alfa Romeo            | 8C 2300                                   | Alfa Romeo         | Conte Goffredo Zehender     | 2; B, [C], F, M                                    |
| William Grover-Williams       | Bugatti               | Tipo 51                                   | Bugatti            | William Grover-Williams     | 2; B, E                                            |
| Pierre Félix                  | Alfa Romeo FG Lombard | 8C 2300 Spéciale                          | Alfa Romeo Lombard | Dr Pierre Félix             | 2, 3v; F, L, M                                     |
| Jean Pesato                   | Alfa Romeo FG Lombard | 8C 2300 Spéciale                          | Alfa Romeo Lombard | Jean Pesato                 | 2*                                                 |
| Benoît Falchetto              | Bugatti               | Tipo 51 Tipo 35B                          | Bugatti            | Benoît Falchetto            | [2]; F, M                                          |
| Max Fourny                    | Bugatti               | Tipo 35C Tipo 51                          | Bugatti            | Max Fourny                  | 2; [M]                                             |
| Raymond Sommer                | Alfa Romeo            | 8C 2300                                   | Alfa Romeo         | Raymond Sommer              | [2]; M                                             |
| Anne-Cécile Rose-Itier        | Bugatti               | Tipo 37A                                  | Bugatti            | Anne-Cécile Rose-Itier      | 3v; A, C, F, J, Kv                                 |
| José Scaron                   | Amilcar               | MCO                                       | Amilcar            | José Scaron                 | 3v; A, [C], F                                      |
| László Hartmann               | Bugatti               | Tipo 37A Tipo 35B                         | Bugatti            | László Hartmann             | 3v; E, G, Kv                                       |
| Gerhard Macher                | DKW                   | Stromlinienwagon                          | DKW                | Gerhard Macher              | 3v; Ev, Gv, Kv                                     |
| Henri Täumer                  | Alfa Romeo            | 6C 1500                                   | Alfa Romeo         | Henri Täumer                | 3v; Ev, G                                          |
| Stanislas Czaykowski          | Bugatti               | Tipo 51                                   | Bugatti            | Count Stanislas Czaykowski  | A, B, C, F                                         |
| Jean de Maleplane             | Maserati              | Tipo 26                                   | Maserati           | Jean de Maleplane           | A, F, L, M                                         |
| Pierre Veyron                 | Maserati              | Tipo 26                                   | Maserati           | Pierre Veyron               | A, F, Kv                                           |
| Manfred von Brauchitsch       | Mercedes-Benz         | SSKL                                      | Mercedes-Benz      | Manfred von Brauchitsch     | E, G, J, [K], [L]                                  |
| Guy Moll                      | Bugatti               | Tipo 35C                                  | Bugatti            | Guy Moll                    | F, M                                               |

 Nota: * indica che ha corso solo nell'evento come pilota di riserva,

"♠" Il pilota ufficiale ha corso da pilota privato in quella gara,

"V" indica che il pilota ha corso nella classe Voiturette,

"†" Pilota  ucciso durante questa stagione di corse,

Quelle tra parentesi mostrano che, pur essendo iscritto, il pilota non ha corso.

## Classifica campionato piloti
Il metodo di conteggio dei punti era analogo a quello delle stagioni precedenti.
| Posizione | Pilota                  | Team                       | ITA  | FRA | GER | Punti |
| --------- | ----------------------- | -------------------------- | ---- | --- | --- | ----- |
| 1         | Tazio Nuvolari          | Alfa Corse                 | 1    | 1   | 2   | 4     |
| 2         | Baconin Borzacchini     | Alfa Corse                 | 3    | 2   | 3   | 8     |
| 3         | Rudolf Caracciola       | Alfa Corse                 | 11/3 | 3   | 1   | 9     |
| 4         | René Dreyfus            | René Dreyfus               | 5    | 5   | 4   | 12    |
| 5         | Louis Chiron            | Automobiles Ettore Bugatti | Rit  | 4   | Rit | 17    |
| =         | Albert Divo             | Automobiles Ettore Bugatti | 6    | Rit |     | 17    |
| 7         | Luigi Fagioli           | Officine Alfieri Maserati  | 2    |     |     | 18    |
| 8         | Amedeo Ruggeri          | Officine Alfieri Maserati  | 8    |     | Rit | 19    |
| 9         | Giuseppe Campari        | Alfa Corse                 | 4    |     |     | 20    |
| =         | Pietro Ghersi           | Scuderia Ferrari           | 7    |     |     | 20    |
| =         | Eugenio Siena           | Scuderia Ferrari           | 9    |     |     | 20    |
| =         | William Grover-Williams | William Grover-Williams    |      | 6   |     | 20    |
| =         | Goffredo Zehender       | Goffredo Zehender          |      | 7   |     | 20    |
| =         | Pierre Félix            | Pierre Félix               |      | 8   |     | 20    |
| =         | Earl Howe               | Earl Howe                  |      | 9   |     | 20    |
| 16        | Marcel Lehoux           | Marcel Lehoux              | Rit  | Rit | Rit | 21    |
| =         | Achille Varzi           | Automobiles Ettore Bugatti | Rit  | Rit |     | 21    |
| =         | Luigi Premoli           | Luigi Premoli              | 10   |     |     | 21    |
| =         | Philippe Étancelin      | Philippe Étancelin         |      | Rit |     | 21    |
| =         | Max Fourny              | Max Fourny                 |      | Rit |     | 21    |
| =         | Jean-Pierre Wimille     | Jean-Pierre Wimille        |      | Rit |     | 21    |
| 22        | Luigi Castelbarco       | Luigi Castelbarco          | Rit  |     |     | 23    |
| =         | Jean Gaupillat          | Jean Gaupillat             |      | Rit |     | 23    |
| =         | Hans Lewy               | Pilesi Racing Team         |      |     | Rit | 23    |
| =         | Paul Pietsch            | Pilesi Racing Team         |      |     | Rit | 23    |

| LEGENDA     | LEGENDA                        | LEGENDA |
| Colore      | Risultato                      | Punti   |
| ----------- | ------------------------------ | ------- |
| Oro         | Vincitore                      | 1       |
| Argento     | 2º                             | 2       |
| Bronzo      | 3º posto                       | 3       |
| Verde       | Completato più del 75%         | 4       |
| Blu         | Completato tra il 50% e il 75% | 5       |
| Porpora     | Completato tra il 25% e il 50% | 6       |
| Rosso       | Completato meno del 25%        | 7       |
| Nero        | Squalificato                   | 8       |
| Trasparente | Non ha partecipato             | 8       |

## Classifica campionato costruttori
Il metodo di conteggio dei punti era analogo a quello delle stagioni precedenti.
| Posizione | Costruttore | ITA | FRA | GER | Punti |
| --------- | ----------- | --- | --- | --- | ----- |
| 1         | Alfa Romeo  | 1   | 1   | 1   | 3     |
| 2         | Bugatti     | 5   | 4   | 4   | 12    |
| 3         | Maserati    | 2   |     | Rit | 17    |

| LEGENDA     | LEGENDA                        | LEGENDA |
| Colore      | Risultato                      | Punti   |
| ----------- | ------------------------------ | ------- |
| Oro         | Vincitore                      | 1       |
| Argento     | 2º                             | 2       |
| Bronzo      | 3º posto                       | 3       |
| Verde       | Completato più del 75%         | 4       |
| Blu         | Completato tra il 50% e il 75% | 5       |
| Porpora     | Completato tra il 25% e il 50% | 6       |
| Rosso       | Completato meno del 25%        | 7       |
| Nero        | Squalificato                   | 8       |
| Trasparente | Non ha partecipato             | 8       |

## Classifica campionato piloti gare extra campionato
Il metodo di conteggio dei punti era analogo a quello delle stagioni precedenti.
| Posizione | Pilota                         | Team                                       | TUN | MON | ROM | TGF | AVS | CAS | EIF | CCN | CAC | MSK | MNZ | MRS  | Punti |
| --------- | ------------------------------ | ------------------------------------------ | --- | --- | --- | --- | --- | --- | --- | --- | --- | --- | --- | ---- | ----- |
|           | Tazio Nuvolari                 | Alfa Corse Scuderia Ferrari                |     | 1   |     | 1   |     |     |     | 1   | 1   | 3   | 3   | 2    |       |
|           | Rudolf Caracciola              | Rudolf Caracciola Alfa Corse               |     | 2   |     |     | 2   |     | 1   |     | 2   |     | 1   |      |       |
|           | Luigi Fagioli                  | Officine Alfieri Maserati                  | Rit | 3   | 1   | Rit | Rit |     |     |     | 5   | 2   | 2   | 6    |       |
|           | Marcel Lehoux                  | Marcel Lehoux                              | 2   | 6   |     |     |     | 1   |     |     |     | Rit | Rit | Rit  |       |
|           | Louis Chiron                   | Automobiles Ettore Bugatti                 | 6   | Rit |     | 3   |     |     | 5   |     | 3   | 1   | 6   | Rit  |       |
|           | Manfred von Brauchitsch        | Manfred von Brauchitsch                    |     |     |     |     | 1   |     | 3   |     | Rit | NP  |     |      |       |
|           | Achille Varzi                  | Automobiles Ettore Bugatti                 | 1   | Rit | 4   | Rit |     |     |     | 4   | Rit | Rit | 5   | Rit  |       |
|           | Raymond Sommer                 | Raymond Sommer                             |     |     |     |     |     |     |     |     |     |     |     | 1    |       |
|           | Baconino "Baconin" Borzacchini | Alfa Corse Scuderia Ferrari                |     | Rit |     | 2   |     |     |     | 2   | 6   | Rit | 4   |      |       |
|           | Philippe Étancelin             | Philippe Étancelin                         | 3   | Rit |     |     |     | 2   |     |     |     |     |     |      |       |
|           | Piero Taruffi                  | Scuderia Ferrari                           |     |     | 2   |     |     |     |     | 5   | Rit |     | 8   |      |       |
|           | René Dreyfus                   | Officine Alfieri Maserati                  | 7   | Rit | 9   |     | Rit |     | 2   |     |     |     |     | Rit  |       |
|           | Stanislas Czaykowski           | Stanislas Czaykowski                       | 5   | Rit | 5   |     |     | 3   |     |     |     |     |     |      |       |
|           | Giuseppe Campari               | Alfa Corse                                 |     | 10  |     |     |     |     |     | 3   |     |     |     |      |       |
|           | Heinrich-Joachim von Morgen    | Deutsches Bugatti Team                     | Rit |     | 3   |     | Rit |     | NP† |     |     |     |     |      |       |
|           | Hans Stuber                    | Hans Stuber                                |     |     |     |     | 3   |     |     |     |     |     |     |      |       |
|           | Guillaume "Guy" Moll           | Guy Moll                                   |     |     |     |     |     | Rit |     |     |     |     |     | 3    |       |
|           | Antonio Brivio                 | Scuderia Ferrari                           |     |     |     | Rit |     |     |     | 7   | 4   | 4   | 7   |      |       |
|           | Hans Stuck                     | Hans Stuck                                 |     |     |     |     | 4   |     | 4   |     |     |     |     |      |       |
|           | Goffredo Zehender              | Goffredo Zehender                          |     | 5   |     |     |     | Rit |     |     |     |     |     | 4    |       |
|           | Pietro Ghersi                  | Scuderia Ferrari                           |     |     |     | 4   |     |     |     | 6   | Rit |     |     |      |       |
|           | Earl Howe                      | Earl Howe                                  |     | 4   |     |     |     |     |     |     | 7   |     |     |      |       |
|           | Eugenio Siena                  | Scuderia Ferrari                           | 4   |     |     |     |     |     |     |     |     | NP  |     |      |       |
|           | Benoît Falchetto               | Benoît Falchetto                           |     |     |     |     |     | 4   |     |     |     |     |     | Rit  |       |
|           | Frédéric Toselli               | Frédéric Toselli                           |     |     |     |     |     |     |     |     |     |     |     | 4    |       |
|           | Jean de Maleplane              | Jean de Maleplane                          | 8   |     |     |     |     | 5   |     |     |     |     | Rit | Rit  |       |
|           | Amedeo Ruggeri                 | Officine Alfieri Maserati                  |     | Rit |     | 5   |     |     |     |     | Rit |     | 9   | Rit† |       |
|           | Amedeo Ruggeri                 | Officine Alfieri Maserati                  |     | Rit | NP  | 5   |     |     |     |     | Rit |     | 9   | Rit† |       |
|           | Ernst Kotte                    | Ernst Kotte                                |     |     |     |     | 5   |     |     |     |     |     |     |      |       |
|           | Jean Gaupillat                 | Jean Gaupillat                             |     |     |     |     |     | Rit |     |     |     |     |     | 5    |       |
|           | Giovanni Minozzi               | Giovanni Minozzi Officine Alfieri Maserati |     |     | 6   |     |     |     |     |     |     |     | 10  |      |       |
|           | Pierre Veyron                  | Pierre Veyron                              | 10  |     |     |     |     | 6   |     |     |     |     |     |      |       |
|           | Silvio Rondina                 | Silvio Rondina                             |     |     |     | 6   |     |     |     | 11  | Rit |     |     |      |       |

| LEGENDA     | LEGENDA                        | LEGENDA |
| Colore      | Risultato                      | Punti   |
| ----------- | ------------------------------ | ------- |
| Oro         | Vincitore                      | 1       |
| Argento     | 2º                             | 2       |
| Bronzo      | 3º posto                       | 3       |
| Verde       | Completato più del 75%         | 4       |
| Blu         | Completato tra il 50% e il 75% | 5       |
| Porpora     | Completato tra il 25% e il 50% | 6       |
| Rosso       | Completato meno del 25%        | 7       |
| Nero        | Squalificato                   | 8       |
| Trasparente | Non ha partecipato             | 8       |

† Deceduto.
Vengono mostrati solo i piloti con un miglior piazzamento di 6° o migliore, o un giro più veloce.